# Kazuya Maeda (fotbollsspelare född 1982)
Kazuya Maeda (前田 和哉 Maeda Kazuya?), född 8 september 1982 i Wakayama prefektur, är en japansk fotbollsspelare.
Maeda började sin karriär 2005 i Cerezo Osaka. Han spelade 162 ligamatcher för klubben. 2010 flyttade han till Montedio Yamagata. Efter Montedio Yamagata spelade han för Giravanz Kitakyushu. Han avslutade karriären 2017.